# Liuzhi
Das Sondergebiet Liuzhi (chinesisch 六枝特區 / 六枝特区, Pinyin Liùzhī Tèqū) ist ein Sondergebiet der bezirksfreien Stadt Liupanshui in der chinesischen Provinz Guizhou. Er hat eine Fläche von 1.799 Quadratkilometern und zählt 505.500 Einwohner (Stand: Ende 2018). Hauptort ist die Großgemeinde Pingzhai (平寨镇).

## Administrative Gliederung
Auf Gemeindeebene setzt sich Liuzhi aus fünf Großgemeinden und vierzehn Gemeinden, davon neun von nationalen Minderheiten, zusammen. Diese sind: 
- Großgemeinde Pingzhai (平寨镇)
- Großgemeinde Langdai (郎岱镇)
- Großgemeinde Yanjiao (岩脚镇)
- Großgemeinde Mugang (木岗镇)
- Großgemeinde Dayong (大用镇)

- Gemeinde Xinyao (新窑乡)
- Gemeinde Luobie der Bouyei und Yi (落别布依族彝族乡)
- Gemeinde Zhexi der Yi (折溪彝族乡)
- Gemeinde Niuchang der Miao und Yi (牛场苗族彝族乡)
- Gemeinde Xinchang (新场乡)
- Gemeinde Zhongzhai der Miao, Yi und Bouyei (中寨苗族彝族布依族乡)
- Gemeinde Duoque (堕却乡)
- Gemeinde Qingkou der Yi, Gelao und Bouyei (箐口彝族仡佬族布依族乡)
- Gemeinde Sazhi der Yi, Miao und Bouyei (洒志彝族布依族苗族乡)
- Gemeinde Maokou der Bouyei und Miao (毛口布依族苗族乡)
- Gemeinde Longchang (龙场乡)
- Gemeinde Xinhua (新华乡)
- Gemeinde Suoga der Miao und Yi (梭嘎苗族彝族乡)
- Gemeinde Longjiao der Bouyei (陇脚布依族乡)